# Lonsdaleit
Lonsdaleit (lub lonsdejlit) – odmiana diamentu znajdowana w meteorytach, dawniej uznawana za osobny minerał i osobną odmianę polimorficzną węgla. Nazwa pochodzi od nazwiska irlandzkiej krystalografki Kathleen Lonsdale (1903–1971). 

## Występowanie
Lonsdaleit występuje w postaci mikroskopijnych kryształów w meteorytach żelaznych i ureilitach, prawdopodobnie jako minerał szokowy powstający z grafitu w wyniku działania wysokiego ciśnienia i temperatury w chwili zderzenia meteorytu z Ziemią (szokmetamorfizmu). Rozpoznany i opisany został w pozostałości (ok. 200 mg) po rozpuszczeniu 5 kg meteorytu Canyon Diablo, który utworzył krater Barringera w Arizonie. Jego obecność stwierdzono także m.in. w żwirach i glebie w miejscu katastrofy tunguskiej.

## Struktura
Wśród naukowców nie było zgodności co do struktury lonsdaleitu, co wynikało m.in. z trudności w uzyskaniu próbek odpowiedniej jakości i czystości. Na podstawie niektórych badań sądzono, że jest on jednym z kilku możliwych politypów diamentu o symetrii heksagonalnej oznaczanej jako H2. W roku 2014 zakwestionowano tę interpretację, wskazując, że może on mieć typową symetrię regularną diamentu, ale z licznymi defektami sieci krystalicznej, takimi jak uskoki i zbliźniaczenia. Złożona struktura defektów odpowiadać może za obraz dyfrakcyjny, który wcześniej uznano za dowodzący występowania heksagonalnej sieci atomów węgla. 
W roku 2016 udało się otrzymać lonsdaleit w warunkach laboratoryjnych poprzez poddanie próbki węgla szklistego działaniu ciśnienia do 112 GPa (ok. 1,1 mln atm) w temperaturze 400 °C. Badania strukturalne wskazały, że uzyskany produkt zawierał >60% struktury heksagonalnej, co uznano za przesłankę wskazującą, że nie był to zdefektowany diament, lecz rzeczywisty heksagonalny lonsdaleit.
W 2017 r. przeprowadzono eksperymenty polegające na symulacji uderzeń meteorytów w specjalnej komorze do badania kolizji. Wykorzystywano pociski z fluorku litu o prędkości ok. 5,1 km/s, które uderzały w grafitową tarczę o grubości ok. 2 mm. Stwierdzono, że lonsdaleity powstają bezpośrednio z grafitu w wyniku gwałtownego uderzenia, w czasie miliardowych części sekundy, przy ciśnieniu 500 tys. atmosfer. Uzyskane kryształy miały strukturę heksagonalną.

## Przewidywane własności
Bazując na założeniu, że lonsdaleit jest heksagonalną odmianą diamentu, prowadzono symulacje komputerowe jego zachowania przy ściskaniu w diamentowym twardościomierzu. Analizy Zichenga Pana z uniwersytetu Jiao Tong w Szanghaju wskazały, że lonsdaleit może być o 58% twardszy od zwykłego diamentu (niższa twardość badanych rzeczywistych próbek lonsdaleitu wynikałaby z obecności zanieczyszczeń). Zatem lonsdaleit miał być najtwardszą znaną substancją. Późniejsze badania próbek wskazały, że nie ma on przewidywanej struktury, niemniej złożoność jego struktury daje mu nietypowe własności mechaniczne.